# Trương Đình Nghệ
Trương Đình Nghệ (sinh ngày 15 tháng 2 năm 1966) là thẩm phán trung cấp người Việt Nam. Ông hiện là Ủy viên Ban Chấp hành Đảng bộ Tỉnh, Chánh án Tòa án nhân dân tỉnh Hậu Giang.

## Tiểu sử
Trương Đình Nghệ sinh ngày 15 tháng 2 năm 1966.
Ông có bằng Cử nhân Luật.
Ngày 24 tháng 7 năm 2014, Trương Đình Nghệ, Thẩm phán, Chánh tòa Dân sự Tòa án nhân dân tỉnh Hậu Giang được Chánh án Tòa án nhân dân tối cao Trương Hòa Bình bổ nhiệm giữ chức vụ Phó Chánh án Tòa án nhân dân tỉnh Hậu Giang nhiệm kì 5 năm.
Ngày 3 tháng 2 năm 2018, Trương Đình Nghệ, Phó Chánh án Tòa án nhân dân tỉnh Hậu Giang, được trao quyết định bổ nhiệm giữ chức vụ Chánh án Tòa án nhân dân tỉnh Hậu Giang nhiệm kì 5 năm kể từ ngày 1 tháng 2 năm 2018, thay cho ông Phạm Hồng Phong chuyển công tác làm Phó Chánh án Tòa án nhân dân cấp cao tại Thành phố Hồ Chí Minh.